# Clive Limpkin
Clive Limpkin (Regne Unit, 4 de setembre de 1937 – Londres, 13 de maig de 2020) va ser un fotoperiodista i escriptor britànic.

## Trajectòria
Nascut el 4 de setembre de 1937 al Regne Unit, va treballar com a fotoperiodista per al diari The Sun durant les dècades de 1960 i 1970, abans d'incorporar-se al Daily Mail. També va treballar com a fotògraf independent per al Daily Express, The Sunday Times i The Observer.
La seva foto del 1969 on apareix el jove de tretze anys Paddy Coyle (c.1956-19 de juliol de 2020), sostenint un còctel molotov i amb una màscara antigàs a la batalla del Bogside de Derry, es va convertir en emblemàtica. També va esdevenir editor de la revista A La Carte, i posteriorment va deixar el món del periodisme per centrar-se en la fotografia i els viatges.
Limpkin va morir el 13 de maig de 2020 a casa seva de Londres, als 82 anys, a causa d'un tumor cerebral. El veterà defensor dels drets civils Eamonn McCann va dir que el recordava com a «un fotògraf molt entusiasta» amb la «intenció de fer la feina» a Derry a l'inici dels Troubles, i que «va fer aquesta fotografia i, amb això, va escriure un tros important de la història». Al seu torn, la diputada del Sinn Féin Martina Anderson va definir que el seu treball a la ciutat com a «icònic i reconegut arreu del món». D'altra banda, Julieann Campbell del Museu de Derry Lliure va expressar que Limpkin havia «ajudat a immortalitzar la nostra història recent» i, que per això, «Clive no serà mai oblidat aquí a Derry».

## Publicacions
- The Battle of Bogside (1972)
- India Exposed: The Subcontinent A-Z (2009)
- Lost in the Reptile House (2013)
- Talk to me America (2014)

## Exposicions
- The Petrol Bomber (1994)[8]
- Picturing Derry (2013)[9]

## Premis
- Medalla d'Or Robert Capa pel llibre The Battle of Bogside (1973)[10]
- 1r premi de la categoria General Features-Singles del World Press Photo per The photographer's son in the garden (1976)[11]